# 7416 Linnankoski
A 7416 Linnankoski (ideiglenes jelöléssel 1990 WV4) a Naprendszer kisbolygóövében található aszteroida. Eric Walter Elst fedezte fel 1990. november 16-án.